# Les Chouans
Pour les articles homonymes, voir Chouan (homonymie).
Les Chouans est un roman d’Honoré de Balzac publié en 1829 chez Urbain Canel.
Commencé à l’automne 1828 et presque terminé à Fougères, dans la maison du général Gilbert de Pommereul, qui fut l’hôte de Balzac et demeura toujours son ami, le roman eut d’abord pour titre Le Gars, puis Les Chouans ou la Bretagne il y a trente ans, avant de devenir provisoirement Le Dernier Chouan. La première édition en 1829 chez Urbain Canel portait finalement le titre Le Dernier Chouan ou la Bretagne en 1800, une référence au Dernier des Mohicans de James Fenimore Cooper, paru trois ans avant . En 1834, aux éditions Vimont, le titre changea encore pour Les Chouans ou la Bretagne en 1799. Dans l’édition Furne de 1845, Les Chouans paraît dans le tome XIII de La Comédie humaine dans la section Scènes de la vie militaire.
Bien que grand admirateur de Walter Scott, qu'il a pastiché sous des pseudonymes divers dans ses œuvres de jeunesse, Balzac considère ses premiers écrits comme des « cochonneries », terme qu'il emploie dans une lettre à sa sœur Laure Surville et qu'il maintiendra jusqu'à la parution de La Peau de chagrin.
Les Chouans marque un tournant décisif dans l'œuvre de Balzac, et pourtant, l'auteur en fera l'autocritique dans la préface de la première édition du roman. Il évoque la lassitude du public « aujourd'hui rassasié de l'Espagne, de l'Orient, des supplices, des pirates et de l'histoire de France walter-scottée ». Balzac va jusqu'à qualifier ce premier ouvrage d'« une de ses premières croûtes ».

## Résumé

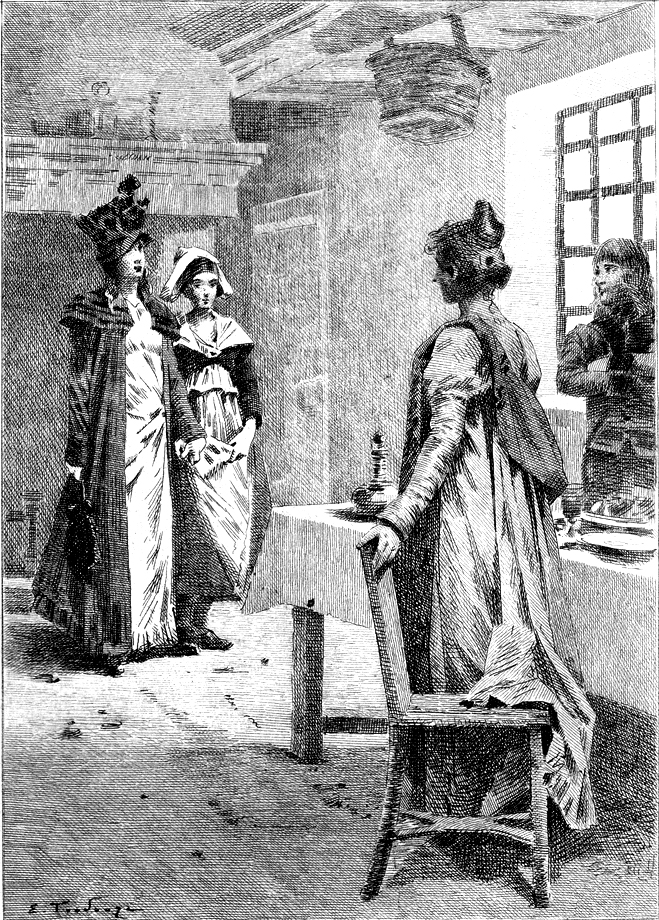
Marie de Verneuil fait la connaissance du marquis de Montauran et de madame du Gua.

En 1799, sous le Consulat, des paysans bretons s’arment pour le retour du roi et contre la troupe républicaine du commandant Hulot. Une aristocrate, Marie de Verneuil, est envoyée par Joseph Fouché pour séduire et capturer leur chef, le marquis de Montauran, dit « le Gars ». Elle doit être aidée par un policier habile, ambitieux et peu scrupuleux, Corentin.
Cependant, elle tombe amoureuse de sa cible. Contre Corentin et contre les chouans qui la détestent, elle fera son possible pour épouser le marquis. Trompée par Corentin qui lui fait croire que le marquis aime sa mortelle rivale, madame du Gua, elle ordonne au commandant Hulot de détruire les rebelles. Découvrant trop tard la tromperie, elle se sacrifie pour essayer, sans succès, de sauver Montauran qu'elle a épousé quelques heures plus tôt. Elle meurt à son côté, au matin suivant leur nuit de noces.

## Balzac et l’écriture desChouans
En 1829, Balzac déclare que la chouannerie baigne dans une atmosphère où deux convictions « se permettent tout, comme autrefois les catholiques et les protestants » : c’est une guerre civile de partisans qui ne va pas sans crimes et sans pillages. Le roman peint donc l’impossibilité du compromis entre chouans et révolutionnaires.
Il a été conçu beaucoup plus comme la peinture d’une ambiance que comme un roman historique. L’auteur dit que le romancier qui fait œuvre d’historien ne doit pas faire « de l’histoire un charnier, une gazette, un état civil de la Nation ». Au contraire, il doit restituer l’esprit d’une époque ou d’un événement.
Cependant, Balzac a consulté des ouvrages historiques : La Guerre des Vendéens et des Chouans, de Jean-Julien Savary, Histoire de la révolution française, d’Adolphe Thiers, ce qui prouve qu’il se documente de façon savante.
Il se rend même en septembre 1828 à Fougères où il habitera chez le général Gilbert de Pommereul pour effectuer des recherches sur place.
Dans le roman, les scènes les plus barbares mettent toujours en scène les chouans, ce qui permet de penser que Balzac était plus proche des jacobins (républicains) que des chouans. Cette violence est, pour l’auteur, une forme de fanatisme religieux, la férocité des chouans s’appuyant sur une grande crédulité. Leurs excès prennent alors une dimension épique et tragique, que Balzac met en scène à travers sa peinture du clergé en la personne de l’abbé Gudin, qui galvanise les troupes.
Le personnage trouble de Jean Chouan lui inspire deux personnages contradictoires : Pille-Miche, qui est guillotiné en 1809 dans le dernier roman de La Comédie humaine, L'Envers de l'histoire contemporaine, et Marche-à-Terre qui s'enrichit dans le commerce en 1816.

## Classement et clichés: le genre du roman
À la fois drame, tragédie, histoire d'amour, roman politique, roman historique, Les Chouans défie les classements, selon de nombreux critiques. Parmi ceux-là, Maurice Ménard s'interroge sur les étiquettes que l'on a pu apposer à ce roman « historique » :

« L'œuvre défie les classements. Dernier des romans de jeunesse ou premier vrai Balzac ? Roman d'aventures ? Roman poétique ? Roman historique à la Walter Scott ou à la Lukacs ? Roman politique peut-être ? Mais de quelle politique ? Encore libéral, conforme aux opinions prédominantes de Balzac avant 1830 ? Ou bien anti-libéral, marqué par le tournant de 1832 ? Roman de l'idéologie centralisatrice, méprisant pour l'ethnie bretonne, ce ramassis de “sauvages”, ou roman fasciné par la “barbarie” et donnant la parole, poignante, sans espoir, à ce peuple muet ? Et, dès lors, quelle conciliation pour l'histoire d'amour et le récit de guerre ? […]. »

La critique de la seconde moitié du XXe siècle a fait une relecture drastique des Chouans, qui avait été jugé, selon André Vanoncini, à la lumière des romans à la mode de l'époque. « Les Chouans ont été fraîchement accueillis par la critique. Malgré quelques avis favorables sur la vérité des caractères et l'originalité des descriptions, la majorité des recenseurs reprochent à Balzac une intrigue embrouillée et un style luxuriant. Un tel jugement s'explique dans la mesure où il envisage Les Chouans comme une illustration peu convaincante du roman historique à la Walter Scott. » Comparaison reprise inlassablement et sans nuance jusqu'à ce qu'un Gaëtan Picon ou un Julien Gracq viennent apporter un angle d'étude différant sensiblement des clichés habituels à cette « algèbre romanesque originale où poésie et combinatoire […] se renforcent l'une l'autre ».
On peut également lire Les Chouans comme un roman d'espionnage moderne où l'espionne Marie tombe amoureuse de sa cible comme cela se produit dans les romans de Ian Fleming à notre époque. Comme dans tout roman de Balzac, situation et personnages peuvent être transposés, transportés quelque deux cents ans plus tard sans perdre de leur vérité.

## Adaptations

### À l’opéra
Le célèbre ténor Alain Vanzo a composé un opéra d'après ce roman, création en Avignon en 1982. 

### Bibliographie

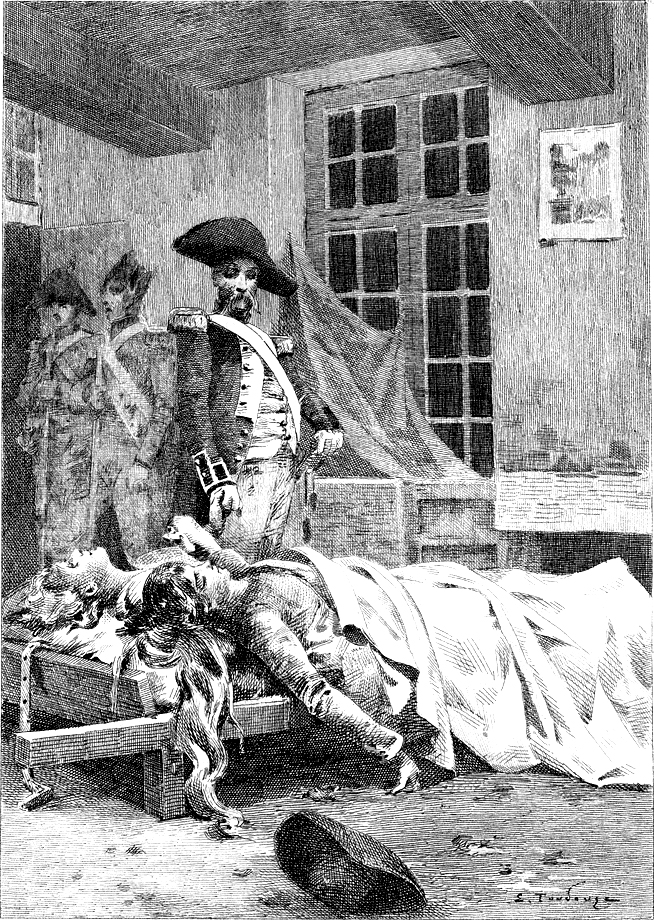
Mort de Marie et du marquis de Montauran.